# Khancoban
Khancoban är en ort i Australien. Den ligger i kommunen Tumbarumba och delstaten New South Wales, i den sydöstra delen av landet, omkring 380 kilometer sydväst om delstatshuvudstaden Sydney. Den ligger vid sjön Khancoban Pondage.
Trakten runt Khancoban är nära nog obefolkad, med mindre än två invånare per kvadratkilometer.. Det finns inga andra samhällen i närheten. 
I omgivningarna runt Khancoban växer i huvudsak städsegrön lövskog. Genomsnittlig årsnederbörd är 1 573 millimeter. Den regnigaste månaden är juni, med i genomsnitt 190 mm nederbörd, och den torraste är november, med 84 mm nederbörd.